# Pierre Grondin
Pour les articles homonymes, voir Grondin.
Pierre Grondin (Québec ville, 18 août 1925 - Shawinigan, 17 janvier 2006 à l'âge de 80 ans) est un chirurgien canadien. Reconnu pour sa rigueur, il est le premier chirurgien à effectuer une greffe cardiaque au Canada et le premier à y faire un pontage coronarien.

## Biographie
En 1951, il obtient son doctorat en médecine de l'Université Laval. Il étudie ensuite aux États-Unis pour perfectionner son métier. Par la suite, il entame sa carrière de chirurgien à l'Hôpital Sainte-Marie de Trois-Rivières. Il reçoit sa formation de chirurgien cardiaque au Baylor College of Medecine de Houston, où il travaille auprès de Michael Debakey et Denton Cooley.
C'est en mai 1968 qu'il effectue cette première greffe cardiaque au Canada. Cette opération se déroule à l'Institut de cardiologie de Montréal (ICM), six mois après la première greffe du cœur réalisée par Christian Barnard en Afrique du Sud.
De 1963 à 1975, Grondin est chef du département de chirurgie cardiaque de l'ICM.
En 1971, il devient professeur de clinique à la Faculté de médecine de l'Université de Montréal.
Il reçoit en 1973 le prix Lenègre, de la Fondation Nativelle et est officier de l'ordre du Canada.